# إيوان نيستور
إيوان نيستور (بالرومانية: Ion Nestor)‏ هو عالم آثار ومؤرخ روماني، ولد في 25 أغسطس 1905 في فوكشاني في رومانيا، وتوفي في 29 نوفمبر 1974 في بوخارست في رومانيا.